# Vetkai járás
Koordináták: é. sz. 52° 41′ 00″, k. h. 31° 13′ 32″52.683333°N 31.225556°E
A Vetkai járás (fehérorosz nyelven Веткаўскі раён, oroszul Ветковский район) Fehéroroszország Homeli területének egyik járása, a terület keleti részén, székhelye Vetka. 
Északról a Csacserszki, nyugatról a Buda-Kaseljevai, délnyugatról a Homeli, délről pedig a Dobrusi járás határolja. Keletről Oroszország Brjanszki területével határos. Észak-déli kiterjedése 65, kelet-nyugati pedig 48 km. 

## Természetföldrajz

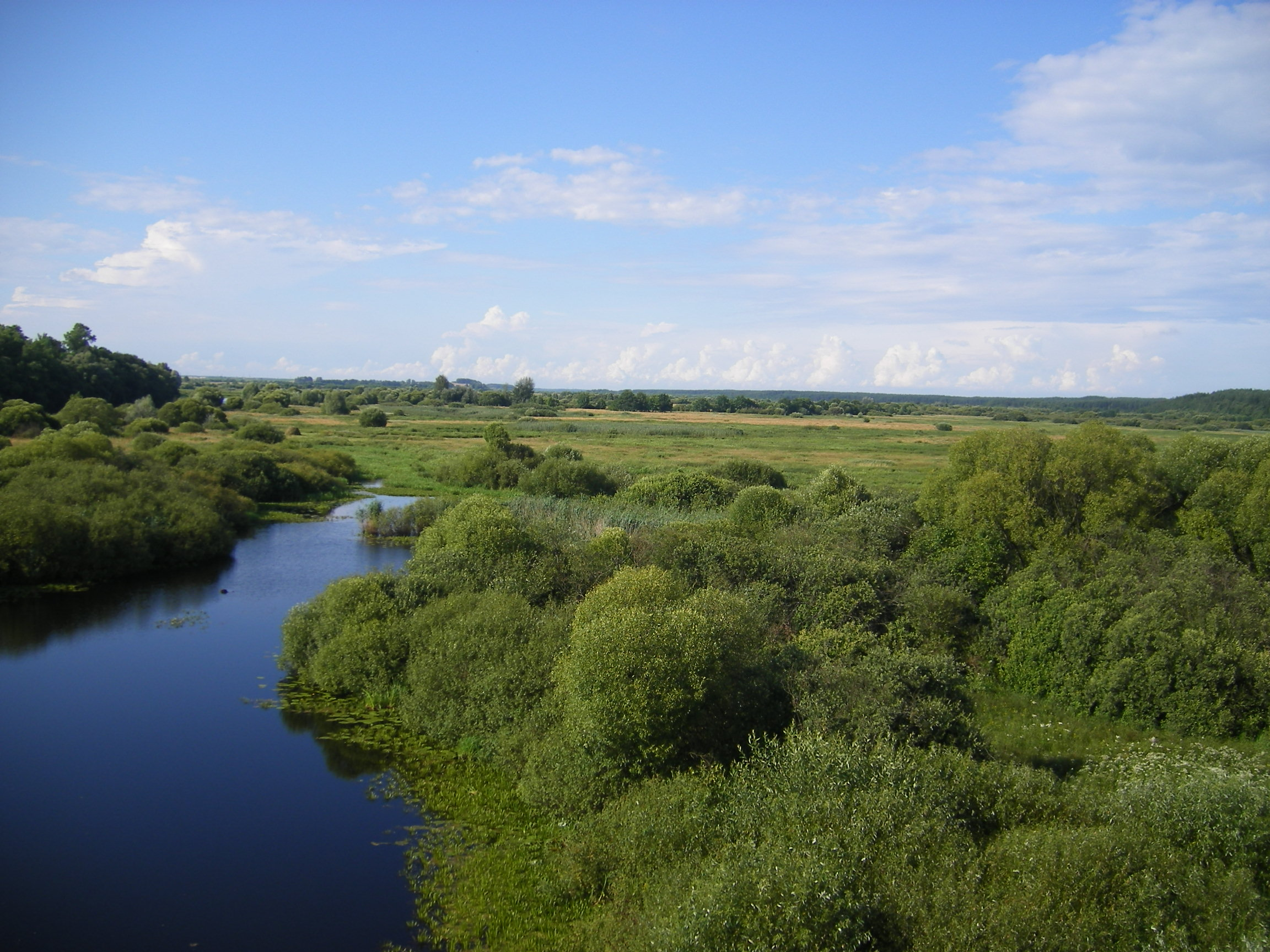
A Beszedz folyó Szvjacilavicsinál

A járás területe síkvidék, a Dnyeper-menti síkság része, domborzatát csak a folyóteraszok élénkítik. Fő folyója a Szozs, melynek bal oldali mellékfolyói, a Beszedz (Beszegy) és a Pokoc´(Pokoty) is áthaladnak területén (ez utóbbi északi határát is alkotja). 

## Közigazgatás, népesség

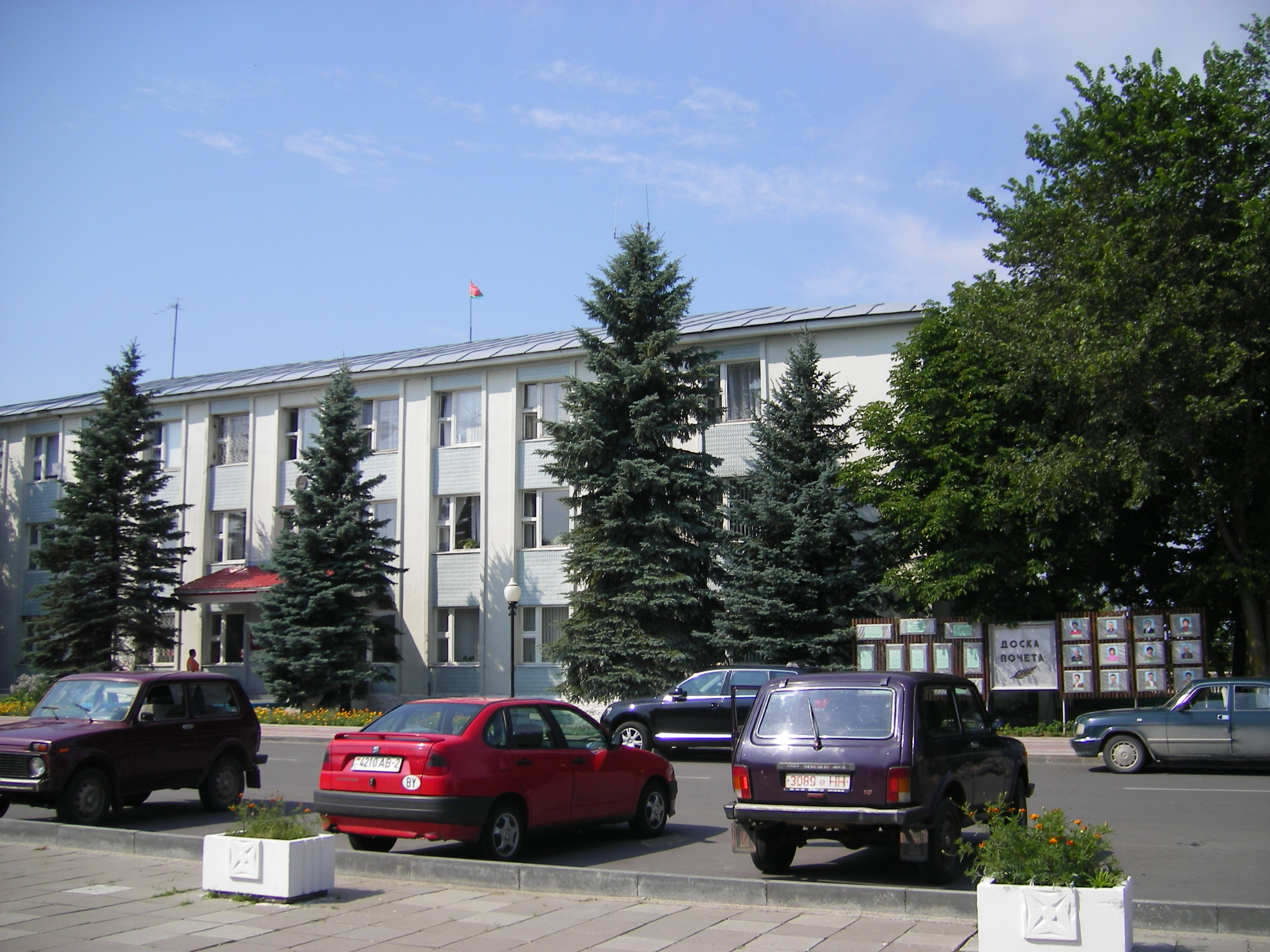
A járási hivatal épülete Vetkában

A járásnak 1 városa (Vetka) és 11 községi tanácsa (szelszovjet) van, ez utóbbiak 81 települést igazgatnak. A csernobili atomkatasztrófa következtében a járás 59 települését evakuálták (8 községi tanácsot szüntettek meg). Az evakuált zóna összefüggő területet alkot a Szozstól keletre és két részre osztja a járás lakott részeit (zárójelben a községi tanácsok): a Szozs vidékére (Halcs, Sersztin, Raduga, Danyilovicsi, Taraszovka) és a Beszedz felső folyásának vidékére az orosz határ mentén (Szvjacilavicsi, Sztavbun, Nyegljubka, Janovo, Novilovka, Vjalikije Nyamki). A két lakott területet az evakuált zónán átvezető P-30-as út köti össze. Az 1999-es népszámlálás adatai szerint a lakosság 88,3%-a belarusz; 8,9%-a orosz; 1,5%-a ukrán nemzetiségű. 

### 1986 után evakuált települések

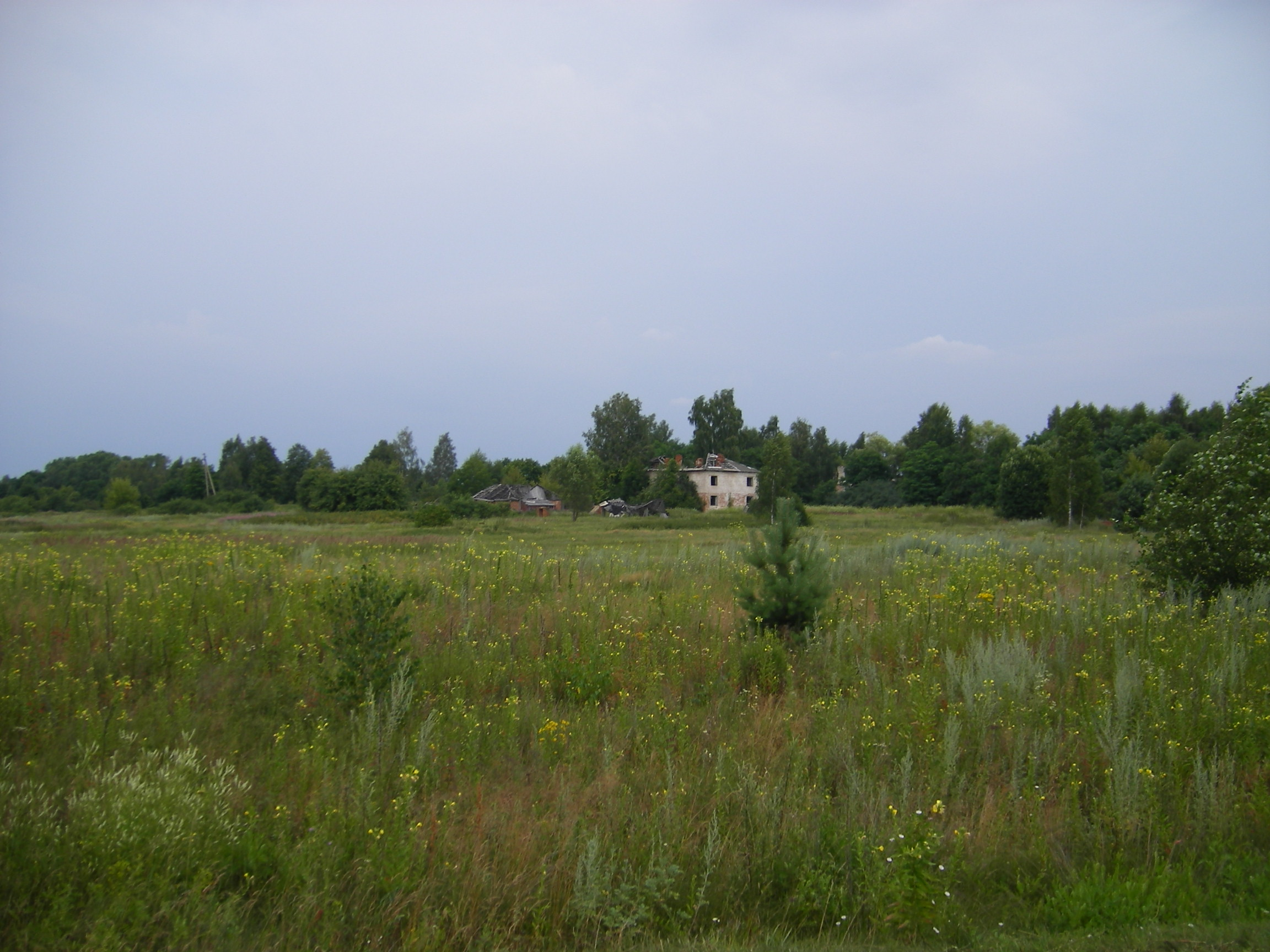
A kitelepített Bartolomejevka falu elhagyott házai

Zárójelben a kitelepítés előtti lakosságszám (ezer fő). (A népességadatok az 1984-es szovjet katonai térkép szelvényeiről származnak). Az egykori községi tanácsi székhelyeket dőlt betű jelzi.
Aksinka (0,42), Amelnoje (0,15), Bartolomejevka (0,85), Beszegy (0,32), Bikovec (0,32), Borba (0,29), Gabrovka (0,21), Gariszti (0,6), Gibki, Guta (0,51), Gutka (0,01), Hizi (0,66), Irinovka, Kalinyin, Kamilin (0,12), Koszickaja (0,23), Krasznij Puty (0,02), Krasznij Ugol (0,09), Kuprejevka (0,16), Kuti, Leszki (0,11), Novij Malkov (0,11), Novije Gromiki (0,58), Novije Luginci (0,14), Novoivanovka (0,04), Nyesztyerovka (0,16), Oszovo (0,03), Pervomajszkij (0,02), Petropolje (0,38), Petuhovka (0,09), Pobuzsje (0,03), Podgorje (0,06), Podkamenje (0,09), Podlogi (0,26), Podluzsje, Popszujevka (0,25), Potyeszi (0,36), Proletarszkij (0,32), Recski (1,1), Resityelnij (0,05), Riszlavl (0,14), Rudnya Guleva (0,32), Rudnya Sljagina (0,54), Szelickoje (0,4), Szimonovka (0,11), Szinyij Osztrov (0,08), Szivinka (0,46), Szkacsek (0,09), Sztarij Malkov (0,08), Sztarije Gromiki (0,42), Sztaroje Zakruzsje (0,63), Uhovo (0,72), Ujutnij (0,12), Uszoki (0,12), Vigor, Vorobjovka, Vosztok (0,13), Zaluzsje (0,04), Zarecsje

## Történelem

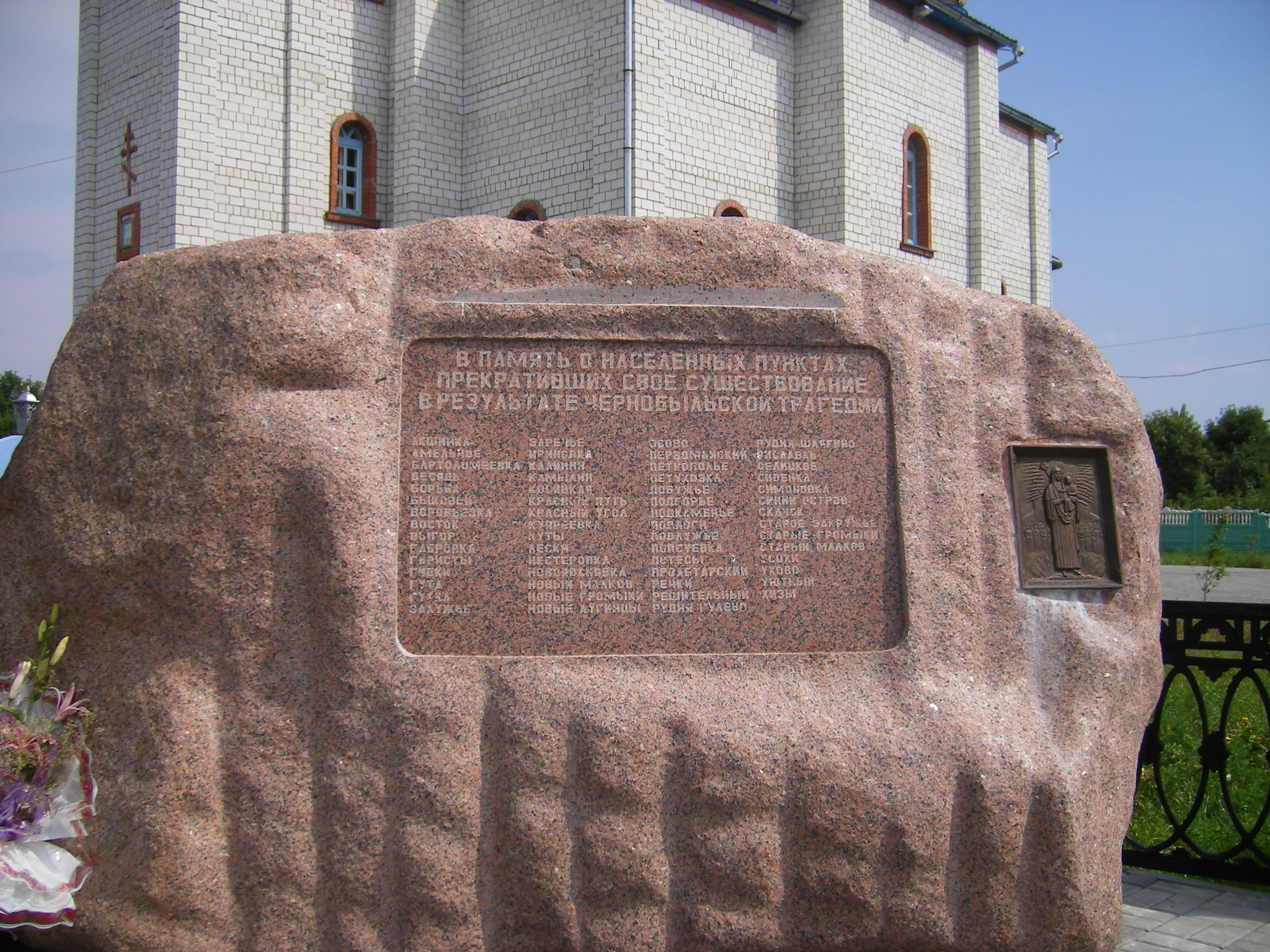
A kitelepített falvak emlékköve a vetkai Szpaszo-Preobrazsenszkaja-templomnál

A járást 1926 decemberében hozták létre. Mai területe 1962-ben alakult ki, amikor a megszüntetett Szvetyilovicsi járás területét hozzá csatolták. A német megszállás alatt (1941 augusztusa és 1943 októbere között) a járás 656 lakóját ölték meg. 1986 óta a járás teljes területe szenved a radioaktív szennyezéstől, a középső rész erdőségeiben a sugárzás erőssége miatt az emberi élet is lehetetlenné vált (ez a zóna a járás területének felét alkotja). A lakosság kitelepítése napjainkban is folyamatban van, főként Szvjacilavicsi és Novilovka községekből.

## Gazdaság
A járás mezőgazdaságát is súlyosan érintette az atomkatasztrófa, az itt termelt élelmiszerek folyamatos sugárzásellenőrzést igényelnek. A csaknem teljes mértékben állami és szövetkezeti tulajdonban levő mezőgazdaság a tej- és hústermelő szarvasmarhatartásra specializálódott. Az állatállomány 6800 szarvasmarha, 5600 disznó és 700 ló . A járás területének 1/3-át borítja erdő, ennek nagy része a súlyosan sugárfertőzött övezetbe esik.
Az ipart csupán Vetka két textilüzeme és tejfeldolgozó üzeme képviseli.

## Nevezetességek
- Vetkában a népművészeti múzeum és a Szpaszo-Preobrazsenszkaja-templom érdemel említést.
- Danyilovicsi faluban a Szt. Miklós-fatemplom 1926-ban épült.
- Halcs faluban a Vojnyics-Szenozseckij-család klasszicista kastélya a 19. század elejéről, valamint az 1991-ben felszentelt Szt. Mihály-arkangyal-fatemplom.

## Külső hivatkozások
- Hivatalos honlap (oroszul)
- Térkép+alapadatok (oroszul)
- Nevezetességek (oroszul)